# Z. Marcas

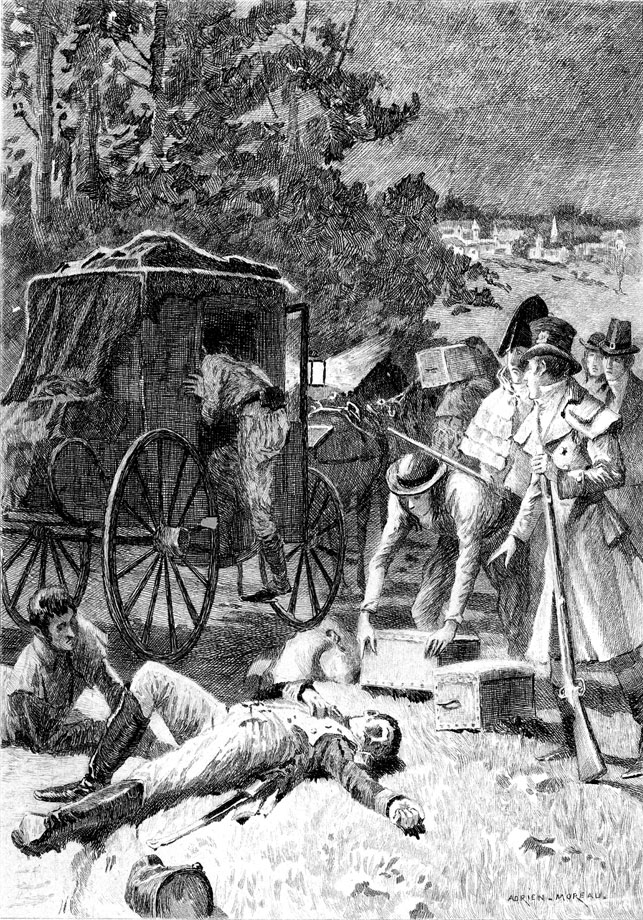

Z. Marcas – powieść Honoriusza Balzaka z cyklu Komedia ludzka opublikowana po raz pierwszy w 1840 w Revue parisienne. 

## Treść
Narratorem utworu jest Karol Rabourdin, syn bohatera Urzędników, który opisuje wydarzenie z czasów, kiedy jako student mieszkał w Paryżu w ubogiej dzielnicy. Jego sąsiadem był tytułowy Zefiryn Marcas - również żyjący w ubóstwie. Któregoś dnia obaj mężczyźni zaczynają rozmowę, w której Rabourdin poznaje historię Marcasa: chciał on zostać politykiem, toteż współpracował z jednym z deputowanych, a następnie ministrem, doradzając mu w bieżących sprawach. Kierował się przy tym uczciwością, w odróżnieniu od wielu innych młodych ludzi z ambicjami. Jego mocodawca uznał jednak, że nie potrzebuje już jego wsparcia, i oddalił go. Marcasowi nie powiodło się również w dziennikarstwie, którym następnie chciał się zajmować: i tam uczciwość była nader rzadką cechą, nieułatwiającą kariery w bezwzględnym środowisku. Któregoś dnia w domu Marcasa ponownie zjawia się minister; prosi o powrót dawnego doradcy. Choć Marcas odmawia, Rabourdin i jego przyjaciel Justyn przekonują go, by spróbował ponownie w polityce. Po trzech miesiącach upada jednak rząd, a Marcas, ponownie zrujnowany, wraca do dawnego życia, po czym umiera z powodu choroby w styczniu 1838. Jako człowiek bez żadnego majątku zostaje pochowany w zbiorowym grobie. 

## Cechy utworu
Z.Marcas wpisuje się w ogólną krytykę hipokryzji panującej w wielkim świecie paryskim, podkreślając w szczególności ogromny wpływ pieniądza na francuską politykę i związane z nią dziennikarstwo (kontynuacja przesłania Straconych złudzeń). Równocześnie, podobnie jak w Cierpieniach wynalazcy, Balzak nie pozostawia złudzeń co do losu ludzi uczciwych - nie mają oni szans na zrobienie wielkiej kariery, jeśli nadal będą o niej marzyć, muszą podobnie jak inni podporządkować się władzy powszechnej komercji. 
Powieść jest zarazem kolejnym przykładem wykorzystania techniki "opowieści w opowieści", a także dowodem na żywe powiązania Balzaka z tradycją romantyczną, mimo realistycznego sposobu opisywania miejsc i postaci oraz przesłania utworu. Wiele scen z życia tytułowego bohatera, w celu jeszcze większego poruszenia czytelnika jego historią, jest celowo udramatyzowanych, zaś już w początkowej części dzieła narrator przypisuje literze Z, od której zaczyna się imię Marcasa, znaczenie fatalne (jako ostatniej literze alfabetu). 